# 1250-ті до н. е.

## Правителі
- фараон Єгипту Рамсес II;
- цар Ассирії Шульману-ашаред I;
- царі Вавилонії Кудур-Елліль та Шагаракті-Шуріаш;
- цар Еламу Унташ-Напіріша;
- цар Хатті Хаттусілі III;
- правитель китайської династії Шан Ву Дін.